# لويس آدامز
لويس آدامز (بالإنجليزية: Louis Adams)‏ (21 يناير 1990 في السنغال - ) هو لاعب كرة سلة سنغالي في مركز الهجوم خلفي. لعب مع وايومينغ كاوبويز أند كاوغيرلز ‏.

## وصلات خارجية
- لويس آدامز على موقع كرة السلة الأوروبية.كوم (الإنجليزية)
- لويس آدامز على موقع كلية كرة السلة في سبورتس رفرنس.كوم (الإنجليزية)
- لويس آدامز على موقع ريلجم (الإنجليزية)
- لويس آدامز على موقع سبورتس رفرنس (الإنجليزية)